# For Love or Money
For Love or Money (Conserje a su medida en España, Hasta que el dinero nos separe en México y Por amor o por dinero en Argentina) es una película de comedia romántica del año 1993 dirigida por Barry Sonnenfeld y con Michael J. Fox y Gabrielle Anwar como protagonistas. La película no fue un éxito dentro de América del Norte como se esperaba, ya que se ganó menos de la mitad de su presupuesto de producción antes de ser retirado de los teatros después de solo cuatro semanas en cartel.

## Argumento
Doug Ireland es un joven que trabaja como conserje en el Bradbury, un lujoso hotel de la Ciudad de Nueva York. Mientras hace esto, se dedica a ahorrar dinero para poder edificar su propio hotel de lujo. Es entonces cuando Doug encuentra un socio financiero, el cual está teniendo un lío con la mujer que él ama. Esta situación es realmente molesta para él, pero decide no hacer nada dado que quiere anteponer los futuros tratos al resto de asuntos, para poder comenzar sus nuevos negocios. Finalmente Doug tiene que tomar la decisión más dura de su vida entre el dinero y el amor de su vida, Andy Hart (Gabrielle Anwar).

## Reparto
- Michael J. Fox ... Doug Ireland
- Gabrielle Anwar ... Andy Hart
- Anthony Higgins ... Christian Hanover
- Fyvush Finkel ... Milton Glickman
- Mike Moyer ... Charlie, el portero
- Saverio Guerra ... Carmen
- Daniel Hagen ... Vincent, camarero del bar
- La Chanze ... Nora
- Paula Laurence ... Mrs. Elinor Vigushin
- Donna Mitchell ... Eleanor Hanover
- Michael Tucker ... Mr. Harry Wegman
- Debra Monk ... Mrs. Wegman
- Harry Bugin ... Joey Pickles